# ستكا (أمير)
ستكا أو ست كا هو أمير وولي عهد مصري. يُعرف بتمثاله الذي يظهر فيه ككاتب جالس. كما أنه محور نظرية تزعم أنه كان ملكًا لمصر لفترة قصيرة جدًا.

## الهوية
كان ستكا ولي عهد الملك جدف رع وابنه الأكبر. عاش وعمل خلال الأسرة المصرية الرابعة. حياته العائلية غير معروفة، وأسماء زوجاته وأبنائه مفقودة. بما أن أسماء ثلاثة أبناء آخرين لجدف رع، وهم باكا، وحرنيت، ونيكاو جدف رع، تم اكتشافها أثريًا، فمن المحتمل أن يكونوا أشقاءًا لستكا أو أخوة غير أشقاء له. وبنات جدف رع، حتب حرس الثالثة ونفر حتبس، قد يكن شقيقات ستكا أو أخواته نصف الشقيقات. والدته غير معروفة أيضًا. قد تكون واحدة من زوجات جدف رع، خنتت كا أو حتب حرس الثانية، ولكن هذا غير مؤكد.

## المناصب والمسيرة المهنية
وفقًا للنقش على قاعدة تمثاله، كان ستكا إري پعت - أميرًا وراثيًا، سا نيسوت سمسو إن غتف - ابن الملك الأكبر من صلبه، غري حبت إتف - الكاهن المرتل لوالده، حري سشتا إن پر دوات - كاتم الأسرار في بيت الصباح وسحچ عح - ناظر القصر.

## الاحتمال بأن يكون قد حكم كملك
وفقًا لعالم المصريات إيدان دودسون، من الممكن أن يكون ستكا قد حكم مصر كملك لفترة قصيرة جدًا (ربما سنة أو سنتين). يستند افتراضه إلى ما يسمى الهرم الشمالي غير المكتمل في زاوية العريان، الذي يقع في زاوية العريان. تم التخلي عن هذا الهرم غير المكتمل بعد فترة قصيرة من بداية العمل فيه ولم يتم العثور إلا على كمية كبيرة من نقوش الحبر الأحمر والأسود التي تركها العمال. هذه النقوش تحتوي على اسم خرطوش ملكي، لكنه غير مقروء جزئيًا. يمكن التعرف على العلامة الأولى كعلامة كا، لكن العلامة التمهيدية الأولى تم نسخها من قبل ناقشي الهرم بشكل غير واضح، مما يجعلها غير قابلة للقراءة. إيدان دودسون مقتنع بأن الصورة تظهر حيوان ست الجالس، وقراءة الاسم الملكي كـ ست كا ("ست هو كا الخاص بي"). في هذه الحالة، كان ستكا قد تبع والده على العرش. بالإضافة إلى ذلك، يعتقد بعض العلماء أن ستكا ووالده جدف رع بدأا نوعًا من النزاع العائلي عندما صعد ستكا إلى العرش. هذا يمكن أن يفسر لماذا تم تدمير أي وثيقة معاصرة تذكره، باستثناء تمثاله الذي كان قد وُضع بالفعل في هرم جدف رع كجزء من الأثاث الجنائزي. يمكن أن يفسر أيضًا لماذا اختار جدف رع وستكا مواقع دفن خاصة بهما على مسافة كبيرة من جبانة الجيزة.
نظرية دودسون ليست مقبولة بشكل عام. فيقترح علماء المصريات مثل راينر شتادلمن وجورج ريزنر أن الأمير باكا هو مالك الهرم غير المكتمل. وفقًا لنظريتهم، استخدم باكا (الذي كتب اسمه بعلامات كبش وكا) ببساطة شكل الاسم الأصلي خلال حياته، لكنه تغير بعد وفاته إلى باكارع ("روح وكا رع"). في السجلات اليونانية القديمة تم تحويل اسم باكا إلى بيخريس. لهذا السبب، يسمى البئر الجنائزي غير المكتمل في زاوية العريان أيضًا "هرم بيخريس".

## تمثال ستكا
ستكا معروف للعلماء فقط من خلال تمثاله. تم العثور عليه خلال شتاء عام 1901 بواسطة عالم الآثار الفرنسي إميل شاسينات في أبو رواش، عندما كان ينقب في هرم جدف رع. اليوم، يعرض التمثال في متحف اللوفر في باريس تحت ترقيم E 12639. تمثال ستكا هو أقدم نموذج معروف لما يسمى نمط الكاتب الجالس. التمثال مصنوع من الجرانيت المصقول ويبلغ ارتفاعه 30 سم، وعرضه 23 سم، وعرضه الجانبي 17 سم. يظهر الشكل في وضع الجلوس متربعًا، يحمل ورقة بردي في حجره وقلماً خيالياً للكتابة. قاعدة التمثال مصنوعة من الحجر الجيري المصقول، وسطحها منقوش عليه اسم ستكا وألقابه. ورقة البردي مزينة بلقب سا نيسوت سمسو إن غتف - ابن الملك الأكبر من صلبه.